# موارد معدنية

## الموارد المعدنية
تعد المعادن من أهم الموارد غير المتجددة، كالحديد، النحاس، البرونز، التي استخدمها الإنسان منذ القدم (قبل الميلاد)، واستمر في اكتشاف أنواعها حتى اكتشف الألومنيوم، الذي ساهم -إلى حد كبير- في تطور صناعة الطائرات بشكل مذهل في القرن العشرين.
تستخدم بعض المعادن في إنتاج الكثير من العلب التي يستفاد منها في تعليب المواد الغذائية. ويمكن إعادة استخدام العلب المستعملة لصناعة علب جديدة وهذا ما يعرف بالتدوير.

## أقسام المعادن
|                   | المعادن الفلزية                     | المعادن غير الفلزية             | المعادن البنائية      | الأحافير                                                               |
| ----------------- | ----------------------------------- | ------------------------------- | --------------------- | ---------------------------------------------------------------------- |
| الوصف والخصائص    | مشع فلزي موصل جيد للحرارة والكهرباء | غير مشع يتفكك إلى جزيئات بسهولة | يستخدم في البناء      | مواد خام لكثير من المنتجات                                             |
| مثال عليها        | حديد                                | ملح                             | حجر الكلس             | بترول                                                                  |
| وجودها في الطبيعة | في الصخور البركانية                 | في الصخور الرسوبية              | يرافق الصخور الرسوبية | يتشكل في مناطق تواجد بقايا النباتات والحيوانات المدفونة تحت سطح الأرض. |